# Hidina
Hidina es un género de foraminífero bentónico de la subfamilia Chilostomellinae, de la familia Chilostomellidae, de la superfamilia Chilostomelloidea, del suborden Rotaliina y del orden Rotaliida. Su especie tipo es Hidina variabilis. Su rango cronoestratigráfico abarca desde el Burdigaliense superior (Mioceno inferior) hasta el Helvetiense inferior (Mioceno medio).

## Clasificación
Hidina incluye a las siguientes especies:
- Hidina bicamerata
- Hidina hidensis
- Hidina klaszi
- Hidina sibiensis
- Hidina transilvanica
- Hidina variabilis